# 路邊神龕

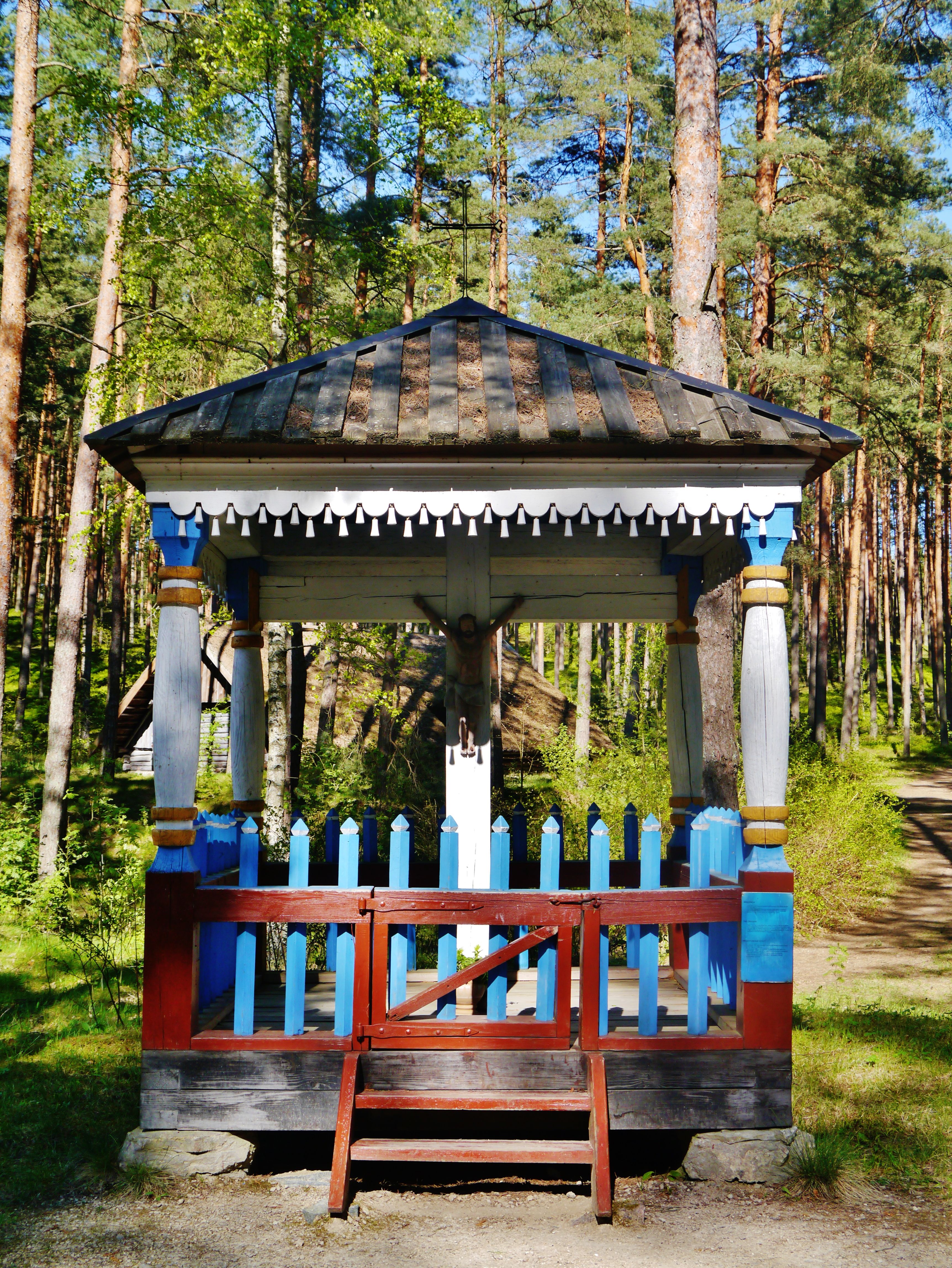
拉脫維亞民族志露天博物館的19世紀拉特加利亞 (現代)天主教路邊神龕

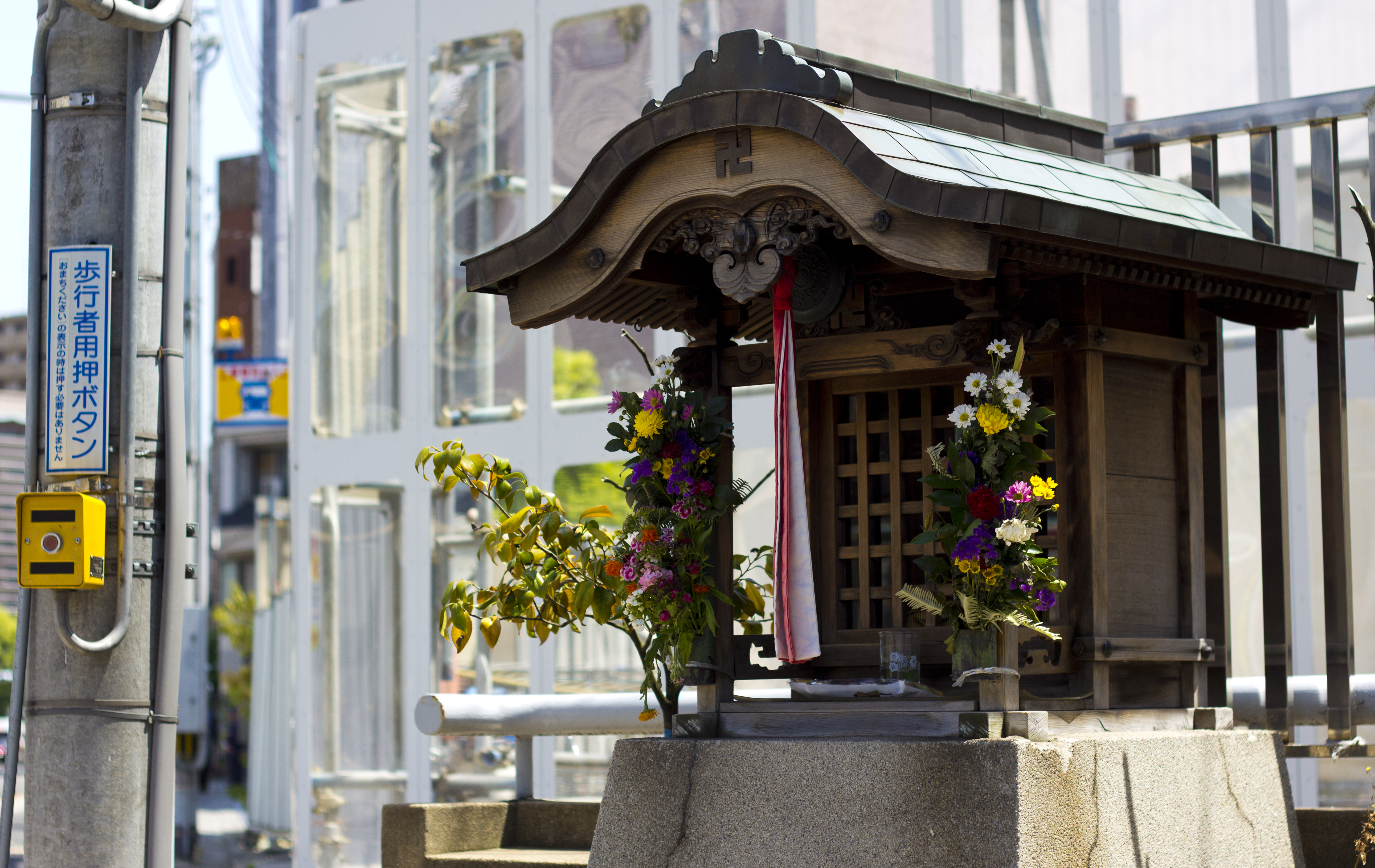
日本京都的路邊神龕（祠）

路邊神龕，是一種宗教象徵，通常為小型、有遮蓋的建築物，設置在道路或小徑旁。它有時位於聚居地或十字路口，但通常位於空曠的鄉村道路中間，或位於道路頂部的一座小山上。它們已成為許多文化的特徵，包括中國民間宗教團體、歐洲天主教和東正教，以及日本神道教。 

## 設立源由
路邊神龕通常是為了紀念事故受害者而建造，這解釋了它們常見於道路和小徑旁的原因；例如，在奧地利的卡林西亞邦，它們經常豎立於十字路口。有些是為了紀念該地點附近的特定事件，無論是在事故中死亡還是受傷；也有些是紀念瘟疫的受害者。有些會透過銘文標示所紀念的特定死者，但大多數沒有銘文。
有些路邊神龕是沿著古老的朝聖路線豎立，例如從維也納通往瑪麗亞采爾的「朝聖道」。有一些是標記教區或其他邊界，例如邊緣或土地，或者俱有作為旅行者尋找路線的便利標記的功能。此外，神龕和十字架符號在地圖上也經常出現，代表重要的定位輔助工具。

## 外部連結
- Roadside "proskynetaria" by the German photographer Wilfried Jakisch （页面存档备份，存于）
- Wayside shrine （页面存档备份，存于） （波蘭語）